# Paracucumaria
Genre
Paracucumaria est un genre d'holothuries (concombres de mer) de la famille des Cucumariidae. En raison de leur forme ronde, on les appelle souvent « pommes de mer ».

## Liste des espèces
Selon World Register of Marine Species (22 octobre 2014) :
- Paracucumaria capense Thandar, 1998 (Afrique du Sud)
- Paracucumaria deridderae Massin, 1993 (Mauritanie)
- Paracucumaria hyndmani (Thompson, 1840) (Europe)
- Paracucumaria mauritanica (Hérouard, 1929) -- espèce-type (Atlantique nord-est)
- Paracucumaria parva (Ohshima, 1915) (Pacifique nord-ouest)
- Paracucumaria thalassae Cherbonnier, 1969 (Atlantique nord)